# گابریل واهانیان
گابریل واهانیان (ارمنی: Գաբրիէլ Վահանեան؛ زاده ۲۴ ژانویهٔ ۱۹۲۷ – درگذشته ۳۰ اوت ۲۰۱۲) الهی‌دان مسیحی پروتستان ارمنی‌تبار اهل فرانسه بود که بیشتر به خاطر فعالیت پیشگامی در جنبش الهیاتی خدا مرده‌است در محافل دانشگاهی در دهه ۱۹۶۰ میلادی شناخته شده‌است. وی به مدت ۲۶ سال در ایالات متحده آمریکا تدریس نمود.

## زندگی‌نامه
وی در ۲۴ ژانویهٔ ۱۹۲۷ در مارسی در خانواده‌ای که از پناهندگان نسل‌کشی ارمنی‌ها بودند به دنیا آمد. از دانشکده الهیات پروتستانیزم در پاریس فارغ‌التحصیل شد. وی به مدت ۲۶ سال در دانشگاه سیراکیوس تدریس نمود.  در ۳۰ اوت ۲۰۱۲ در سن ۸۵ سالگی در استراسبورگ درگذشت.

## کتابشناسی
- The Death of God: The Culture of Our Post-Christian Era (New York: George Braziller, 1961).
- Wait Without Idols (New York: George Braziller, 1964).
- No Other God (New York: George Braziller, 1966).
- God and Utopia: The Church in a Technological Civilization (New York: Seabury Press, 1977). شابک ‎۰−۸۱۶۴−۰۳۵۵−۴
- L'utopie chrétienne (Paris: Desclée de Brouwer, 1992). شابک ‎۲−۲۲۰−۰۳۲۴۴−۲
- La foi, une fois pour toutes: meditations kierkegaardiennes (Geneve: Labor et Fides, 1996). شابک ‎۲−۸۳۰۹−۰۸۳۶−۸
- Anonymous God: An Essay on Not Dreading Words (Aurora: Davies, 2002). شابک ‎۱−۸۸۸۵۷۰−۵۷−۱
- Tillich and the New Religious Paradigm (Aurora: Davies, 2004). شابک ‎۱−۸۸۸۵۷۰−۶۲−۸
- Praise of the Secular (Charlottesville, VA: University of Virginia Press, 2008). شابک ‎۹۷۸−۰۸۱۳۹۲۷۰۳۹